# Ronald Zehrfeld

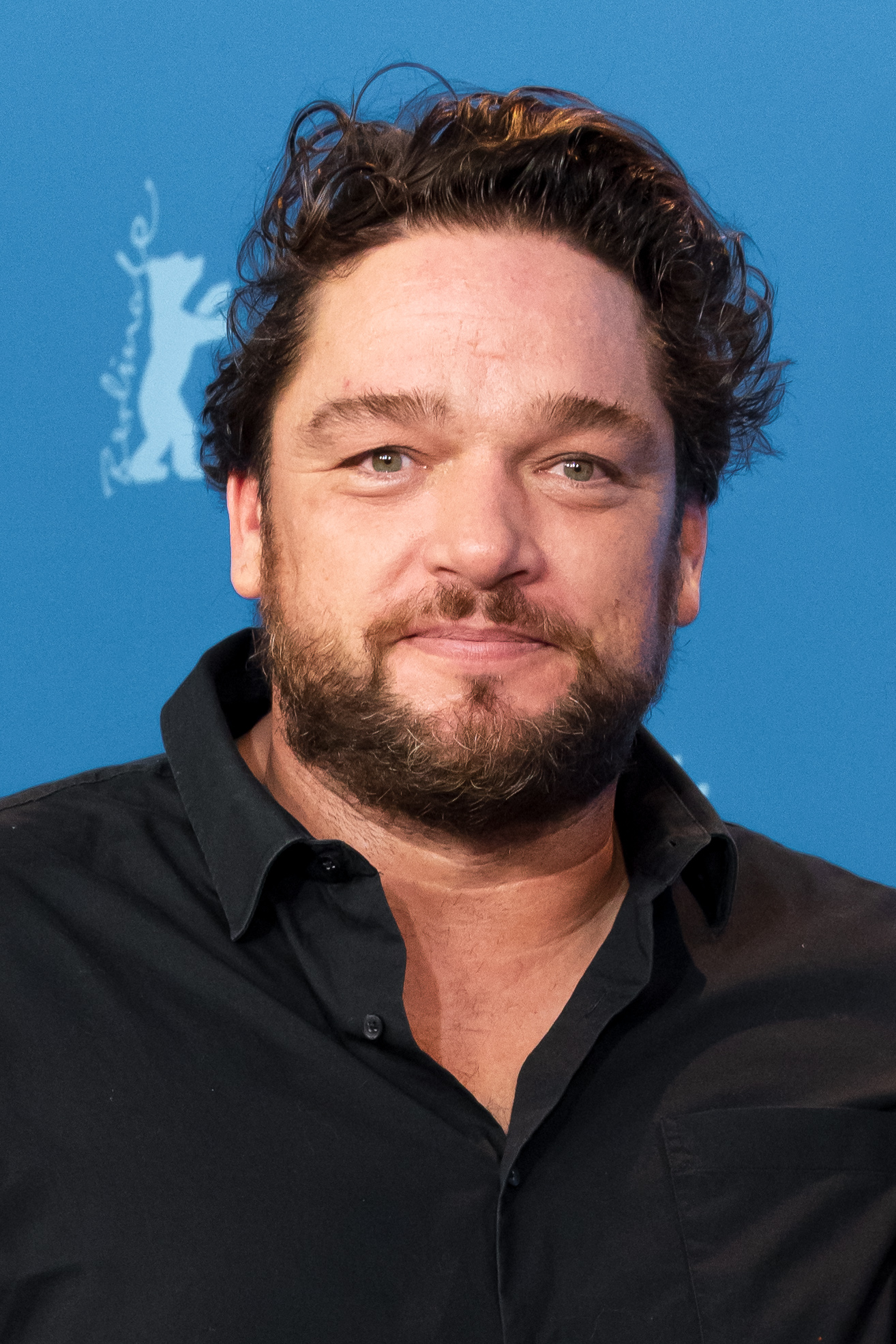
Ronald Zehrfeld, 2023

Ronald Zehrfeld (* 15. Januar 1977 in Ost-Berlin) ist ein deutscher Schauspieler.

## Leben und Werk
Ronald Zehrfeld wuchs in Berlin-Schöneweide auf. Sein Vater, ein Ingenieur, und seine Mutter, eine Betriebswirtin, arbeiteten beide für die staatliche DDR-Fluggesellschaft Interflug. Im Alter von fünf Jahren wurde Zehrfeld im Kindergarten für eine mögliche Leistungssportlerkarriere im Judo entdeckt. Er besuchte daraufhin die Kinder- und Jugendsportschule (KJS) in Hohenschönhausen und ging dem Leistungssport als Judoka bis zum 14. Lebensjahr nach. Zehrfelds größter Erfolg war der Gewinn der DDR-Jugendmeisterschaft im Alter von elf Jahren.
Nach der Wende und der deutschen Wiedervereinigung galt Zehrfeld mit zwölf Jahren als zu jung, um in den westdeutschen Judokader übernommen zu werden und gab den Sport auf. 1996 machte er sein Abitur, absolvierte dann den Zivildienst und begann ein Germanistik- und Politikstudium an der Humboldt-Universität zu Berlin. Die Teilnahme an einem Theaterworkshop weckte sein Interesse für die Schauspielerei. Daraufhin begann er ein Studium an der Hochschule für Schauspielkunst „Ernst Busch“ Berlin.

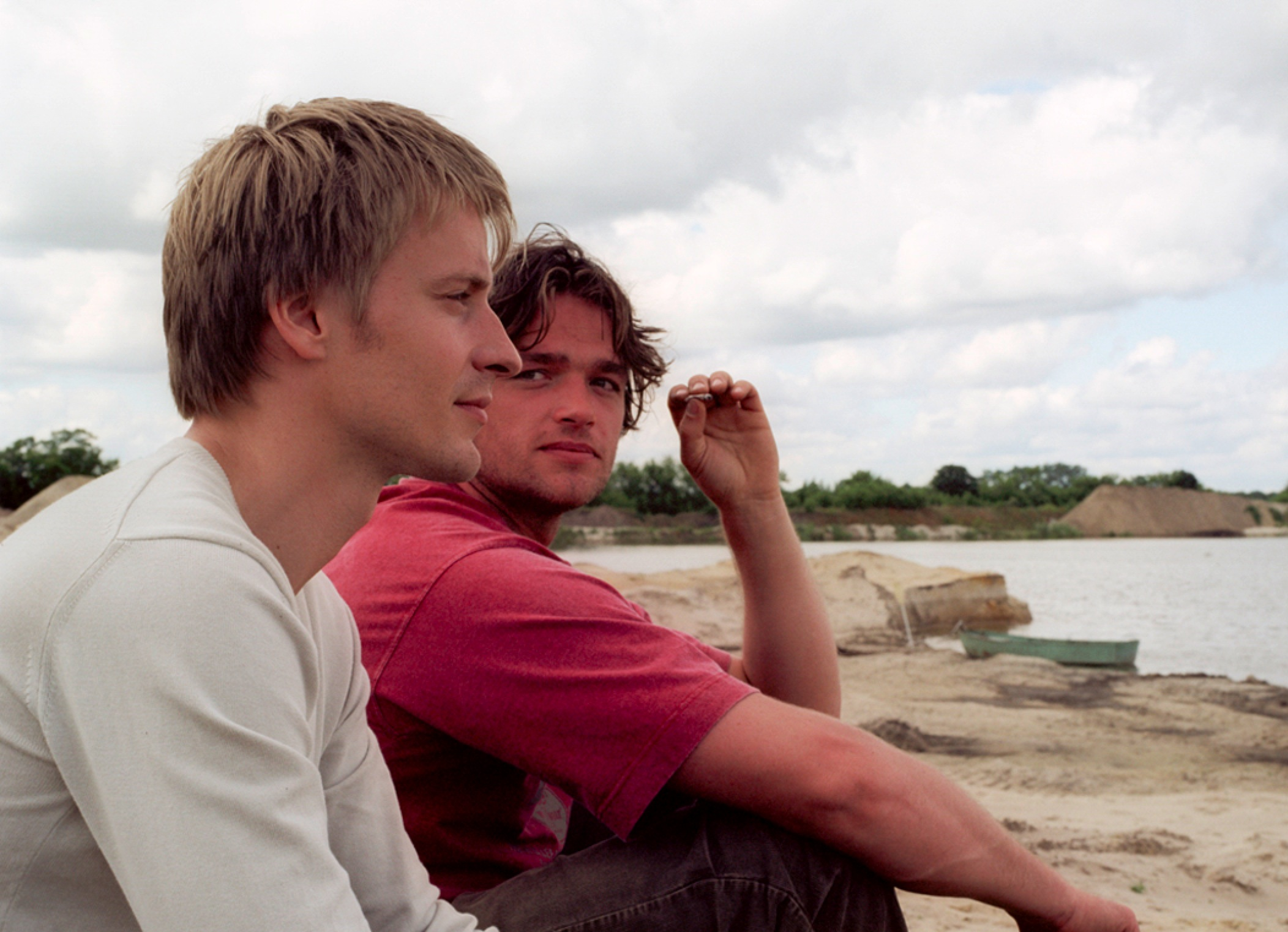
Zehrfeld mit Max von Pufendorf (vorne) bei den Dreharbeiten zu Goldjunge (2005)

Schon während der Studienzeit wurde Zehrfeld von Peter Zadek für das Deutsche Theater in Berlin (u. a. Mutter Courage, 2003) entdeckt. Nach seinem Studium folgte er dem bekannten Regisseur auch ans Berliner Ensemble (Peer Gynt, 2004) und St.-Pauli-Theater in Hamburg (Bitterer Honig, 2006). Film- und Fernsehangebote schlug Zehrfeld anfangs aus, bis er bei einem Casting die Bekanntschaft mit Dominik Graf machte.
Nach Stephan Schiffers’ Kurzfilm Goldjunge (2005) besetzte Graf ihn in seiner preisgekrönten Kinoproduktion Der Rote Kakadu neben Max Riemelt und Jessica Schwarz. Für das Fernsehen stand Zehrfeld an der Seite von Iris Berben für die ZDF-Produktion Der russische Geliebte (2008) in einer weiteren Hauptrolle vor der Kamera. Er war auch in dem Fernsehzweiteiler Wir sind das Volk – Liebe kennt keine Grenzen und in der Kinoproduktion In jeder Sekunde (beide 2008) von Jan Fehse zu sehen. 2009 folgte die Hauptrolle des Seeräubers Klaus Störtebeker in Sven Taddickens Abenteuer-Komödie 12 Meter ohne Kopf.
Erfolg war Zehrfeld mit Dominik Grafs Krimiserie Im Angesicht des Verbrechens (2010) beschieden, in der er erneut neben Max Riemelt agierte. Beide stellten zwei Berliner Polizisten dar, die im Milieu der Russenmafia ermitteln. Der Part des Sven Lottner brachte Zehrfeld gemeinsam mit dem übrigen Schauspielensemble um Riemelt, Marie Bäumer, Mišel Matičević und Alina Levshin den Deutschen Fernsehpreis und den Grimme-Preis ein.
2011 bekleidete Zehrfeld eine Nebenrolle in Christian Schwochows im Theatermilieu spielenden Kinodrama Die Unsichtbare. Seine erste intellektuelle Filmfigur verkörperte er in Christian Petzolds Drama Barbara an der Seite von Nina Hoss. Die Darstellung eines in die DDR-Provinz versetzten Kinderarztes brachte ihm seine erste Nominierung für den Deutschen Filmpreis ein.
Bei der Berlinale 2014 hatte der Kinofilm Zwischen Welten von Feo Aladag Premiere, in dem Zehrfeld die Hauptrolle eines nach Afghanistan abgeordneten Kompaniechefs der deutschen Friedenstruppen spielt. Seit 2015 spielt er die Hauptrolle in der ZDF-Krimireihe Dengler. Für seine Rolle als engster Mitarbeiter Fritz Bauers in Der Staat gegen Fritz Bauer (2015) wurde Ronald Zehrfeld 2016 erstmals mit dem Deutschen Filmpreis in der Kategorie Bester Nebendarsteller ausgezeichnet. Im April 2022 begannen die Dreharbeiten zu Ingeborg Bachmann – Reise in die Wüste – Margarethe von Trotta besetzte eine der Hauptrollen, die des Schriftstellers Max Frisch, mit Zehrfeld.
Er ist Mitglied der Deutschen Filmakademie.

## Privates
Ronald Zehrfeld lebt in Berlin-Prenzlauer Berg. Er ist Vater einer Tochter.

## Filmografie

### Film
- 2005: Goldjunge
- 2006: Der Rote Kakadu
- 2008: In jeder Sekunde
- 2009: 12 Meter ohne Kopf
- 2011: Die Unsichtbare
- 2012: Barbara
- 2012: Wir wollten aufs Meer
- 2013: Finsterworld
- 2014: Zwischen Welten
- 2014: Rico, Oskar und die Tieferschatten
- 2014: Die geliebten Schwestern
- 2014: Phoenix
- 2014: Wir waren Könige
- 2014: Vergiss mein Ich
- 2014: Hundekopftee (Kurzfilm)
- 2015: Rico, Oskar und das Herzgebreche
- 2015: Der Staat gegen Fritz Bauer
- 2016:  Sag mir nichts
- 2018: Das schweigende Klassenzimmer
- 2019: Das Ende der Wahrheit
- 2019: Sweethearts
- 2019: Was gewesen wäre
- 2022: Alle reden übers Wetter
- 2022: Die schwarze Spinne
- 2023: Ingeborg Bachmann – Reise in die Wüste
- 2023: Wow! Nachricht aus dem All
- 2024: Sterben
- 2024: Zwei zu eins
- 2024: Der Buchspazierer
- 2024: Feste & Freunde - Ein Hoch auf uns!

### Fernsehen
- 2006: Tatort: Liebe am Nachmittag (Fernsehreihe)
- 2007: Schimanski: Tod in der Siedlung (Fernsehreihe)
- 2008: Der russische Geliebte
- 2008: Kommissarin Lucas – Wut im Bauch (Fernsehreihe)
- 2008: Wir sind das Volk – Liebe kennt keine Grenzen
- 2010: Die Grenze (Zweiteiler)
- 2010: Im Angesicht des Verbrechens (Fernsehserie, 10 Folgen)
- 2010: Im Dschungel
- 2011: Der letzte Bulle (Fernsehserie, Folge Das 5. Gebot)
- 2011: Polizeiruf 110: Cassandras Warnung (Fernsehreihe)
- 2011: Die Stunde des Wolfes
- 2011: Das unsichtbare Mädchen
- 2012: Im Alleingang – Die Stunde der Krähen
- 2013: Mord in Eberswalde
- 2013: Tatort: Die schöne Mona ist tot
- 2013–2015: Weissensee (Fernsehserie, 6 Folgen)
- 2015: Tannbach – Schicksal eines Dorfes
- seit 2015: Dengler (Fernsehreihe)
  - 2015: Die letzte Flucht
  - 2016: Am zwölften Tag
  - 2017: Die schützende Hand
  - 2018: Fremde Wasser
  - 2019: Brennende Kälte
  - 2021: Kreuzberg Blues
- 2016: Zielfahnder – Flucht in die Karpaten
- 2016: Sag mir nichts
- 2017: SS-GB (Fernsehserie, 2 Folgen)
- 2017: Landgericht – Geschichte einer Familie
- 2017: Neben der Spur – Dein Wille geschehe (Fernsehreihe)
- 2017: 4 Blocks
- 2017: Willkommen bei den Honeckers
- 2018: Bist du glücklich?
- 2019: Walpurgisnacht – Die Mädchen und der Tod
- 2019: Die Neue Zeit (6-teilige Serie)
- 2019: Polizeiruf 110: Mörderische Dorfgemeinschaft
- 2020: Babylon Berlin, 3. und 4. Staffel
- seit 2020: Warten auf’n Bus (Fernsehserie, 15 Folgen)
- 2020: Barbaren (Fernsehserie)
- 2021: Tatort: Der feine Geist
- 2024: Testo

## Theater

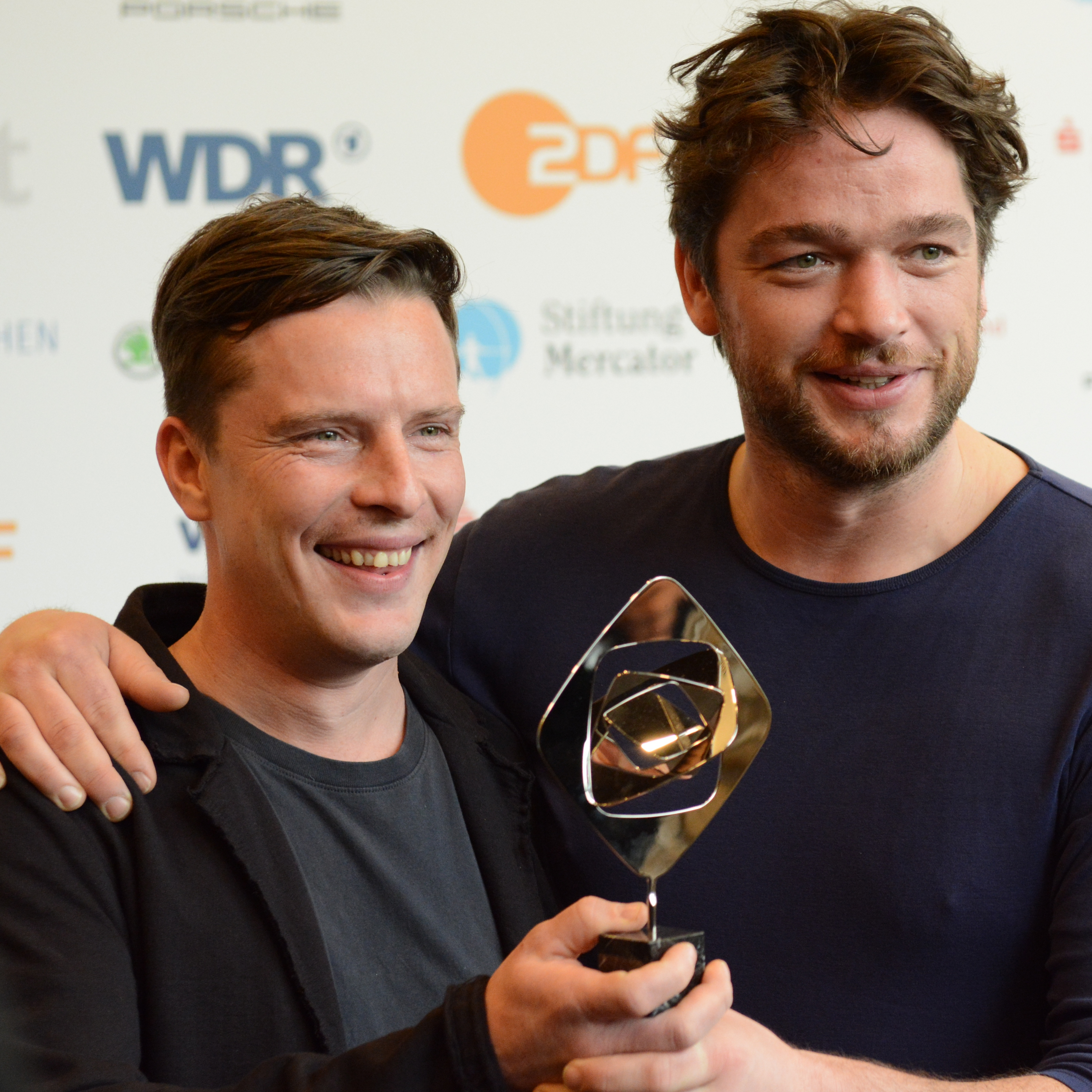
Zehrfeld (re.) mit Florian Panzner bei der Grimme-Preis-Verleihung 2014

- 2002: König Ödipus von Sophokles, Regie: Hans Neuenfels, Deutsches Theater, Berlin
- 2003: Mutter Courage von Brecht, Regie: Peter Zadek, Deutsches Theater, Berlin
- 2004: Peer Gynt von Ibsen, Regie: Peter Zadek, Berliner Ensemble
- 2005: Die Physiker von Dürrenmatt, Regie: András Fricsay, Deutsches Theater, Berlin
- 2006: Bitterer Honig von Delaneys, Regie: Peter Zadek, St. Pauli Theater, Hamburg

## Auszeichnungen
- 2006: Nominierung für den New Faces Award für Der Rote Kakadu (Kategorie: Bester Nachwuchsschauspieler)
- 2010: Deutscher Fernsehpreis in der Kategorie Besondere Leistung Fiktion an das Schauspielerensemble von Im Angesicht des Verbrechens: Marie Bäumer, Vladimir Burlakov, Alina Levshin, Marko Mandić, Mišel Matičević, Katharina Nesytowa, Max Riemelt und Ronald Zehrfeld
- 2011: Grimme-Preis für Im Angesicht des Verbrechens
- 2012: Nominierung für den Deutschen Filmpreis für Barbara (Kategorie: Beste darstellerische Leistung – männliche Hauptrolle)
- 2013: Jupiter-Filmpreis als Bester TV-Darsteller für Das unsichtbare Mädchen
- 2014: Grimme-Preis für Mord in Eberswalde
- 2016: Deutscher Filmpreis für Der Staat gegen Fritz Bauer (Kategorie: Beste darstellerische Leistung – männliche Nebenrolle)
- 2016: Deutscher Schauspielerpreis 2016 in der Kategorie Bester Schauspieler Nebenrolle für Der Staat gegen Fritz Bauer